# Gymnothorax niphostigmus
Gymnothorax niphostigmus är en fiskart som beskrevs av Chen, Shao och Chen, 1996. Gymnothorax niphostigmus ingår i släktet Gymnothorax och familjen Muraenidae. Inga underarter finns listade i Catalogue of Life.